# Trakovice
Trakovice (allemand : Trakowitz ,hongrois : Karkócz)
 est un village de Slovaquie situé dans la région de Trnava.

## Histoire
Première mention écrite du village en 1275.

## Démographie

### Évolution de la population
| Année:               | 1994. | 2004.   | 2014.    | 2024.   |
| -------------------- | ----- | ------- | -------- | ------- |
| Nombre de personnes: | 1253  | 1321    | 1511     | 1539    |
| Différence:          |       | +5,42 % | +14,38 % | +1,85 % |

| Année:               | 2023. | 2024.   |
| -------------------- | ----- | ------- |
| Nombre de personnes: | 1545  | 1539    |
| Différence:          |       | -0,38 % |